# Ассакалов, Рустам Схатбиевич
Рустам Схатбиевич Ассакалов (род. 13 июля 1984, Новороссийск, Краснодарский край) — российский и узбекистанский борец греко-римского стиля, представляющий Узбекистан. Чемпион Азии и Азиатских игр, призёр чемпионатов мира.

## Биография
Родился в 1984 году в Новороссийске (СССР). До 2012 года выступал за Россию, потом переехал в Узбекистан. В 2013 году стал чемпионом Азии. В 2014 году стал серебряным призёром чемпионата Азии и чемпионом Азиатских игр. В 2015 году стал чемпионом Азии и серебряным призёром чемпионата мира. В 2016 году принял участие в Олимпийских играх в Рио-де-Жанейро, но там стал лишь 8-м. В 2017 году стал бронзовым призёром чемпионата Азии, а также завоевал бронзовую медаль Игр исламской солидарности. В 2018 году стал серебряным призёром чемпионата Азии и Азиатских игр.
На предолимпийском чемпионате планеты в Казахстане в 2019 году в весовой категории до 87 кг, Рустам завоевал бронзовую медаль и получил олимпийскую лицензию для своего национального Олимпийского комитета. В 2020 году принимал участие в олимпийских играх в Токио и в 2024 году в Париже где стал 5-тым 
По национальности черкес.